# Graham Stanton
Graham Stanton, né le 9 juillet 1940 à Christchurch (Nouvelle-Zélande) et mort le 18 juillet 2009 à Cambridge, est un bibliste néo-zélandais spécialiste du Nouveau Testament.

## Biographie
Graham Stanton enseigne le Nouveau Testament au King's College de Londres à partir de 1977 et est Lady Margaret's Professor of Divinity (Cambridge) (en) à l'université de Cambridge de 1998 à 2007. Spécialisé dans l'étude des évangiles canoniques, en particulier celui de Matthieu, il consacre également ses recherches aux épîtres de Paul, notamment la Lettre aux Galates, ainsi qu'aux auteurs du christianisme ancien, dont Justin de Naplouse.
Dans son opposition à la thèse mythiste concernant Jésus, il écrit : « De nos jours, la quasi-totalité des historiens, qu'ils soient chrétiens ou non, admettent l'existence de Jésus et le fait que les évangiles contiennent de nombreux éléments concrets qu'il faut soupeser et entériner dans un esprit  critique. Il y a consensus sur le fait que, peut-être à l'exception de Paul, nous en savons beaucoup plus sur Jésus de Nazareth que sur n'importe quel maître spirituel, juif ou païen, du premier ou du deuxième siècle. »
De 1982 à 1990, Graham Stanton dirige la revue New Testament Studies. En 1996, il est le président de la Studiorum Novi Testamenti Societas et en 2006 ses travaux sont récompensés par la médaille Burkitt.
Le Festschrift publié à l'occasion de son soixante-cinquième anniversaire s'intitule The Written Gospel.

## Publications

### En français
- Parole d'Évangile ?, éditions du Cerf/Novalis, 1997[2]

### En anglais
- Studies in Matthew and Early Christianity, Edited by Markus Bockmuehl and David Lincicum, Wissenschaftliche Untersuchungen zum Neuen Testament 309,  Tübingen, Mohr Siebeck, 2013
- Jesus and Gospel, Cambridge University Press, 2004
- The Gospels and Jesus, Oxford University Press, 1989 and 2002
- Gospel Truth ? New Light on Jesus and the Gospels,  HarperCollins Canada /Marshall Picke, 1995
- A Gospel For A New People : Studies In Matthew,  Westminster John Knox Press, 1993
- The Interpretation of Matthew, SPCK/Fortress Press, 1983
- Jesus of Nazareth in New Testament Preaching SNTS MS 27, Cambridge University Press, 1974

### Ouvrages en collaboration
- Graham Stanton and David J. Powys, Hell : A Hard Look at a Hard Question – The Fate of the Unrighteous in New Testament Thought, 2007
- W. R. F. Browning, Graham Stanton and Richard Coggins, Oxford Dictionary of the Bible, Oxford University Press
- James D. G. Dunn, Graham N. Stanton, Bruce W. Longenecker and Stephen C. Barton, The Holy Spirit And Christian Origins: Essays In Honor Of James, 2004
- David F. Ford and Graham Stanton, Reading Texts, Seeking Wisdom, 2004
- Patrick Collinson, Richard Rex and Graham Stanton, Lady Margaret Beaufort and her Professors of Divinity at Cambridge: 1502 to 1649, 2003
- Graham N. Stanton and Guy G. Stroumsa, eds. Tolerance and Intolerance in Early Judaism and Christianity, Cambridge University Press, 1998